# Dieter Frankenberger
Dieter Frankenberger (* 6. Februar 1933 in Schweinfurt; † 3. Juli 1997 in Bad Kissingen) war ein deutscher Wirtschaftsingenieur und Professor für Wirtschaftsingenieurwesen mit den Schwerpunkten Elektronische Datenverarbeitung und Logistik an der Fachhochschule Würzburg–Schweinfurt (heute Technische Hochschule Würzburg-Schweinfurt).

## Leben
Frankenberger wurde als Sohn des Leiters der Gas- und Wasserwerke Schweinfurt Karl Frankenberger und seiner Frau Anni Frankenberger (geb. Sachs) geboren. Nachdem er 1953 das Abitur abgelegt hatte, besuchte er ein technisches Praktikum bei der FAG Kugelfischer Schweinfurt sowie ein kaufmännisches Praktikum bei der gleichen Firma und der Bayerischen Staatsbank in Schweinfurt.
Ab 1953 war Frankenberger an der Technischen Hochschule Darmstadt in den Studiengang Wirtschaftsingenieurwesen eingeschrieben, den er im Februar 1958 als Diplom-Wirtschaftsingenieur beendete.
Als Postgraduent absolvierte er, ebenfalls an der TH Darmstadt, ein Vertiefungsstudium „Informatik und Betriebswirtschaft“, welches er 1960 erfolgreich abschloss.
Von 1959 an arbeitete er bei Standard Elektrik Lorenz AG (SEL) in Stuttgart, trat 1961 in das Agfa Camerawerk München ein und wurde 1963 als Mitarbeiter des Vorstandes für betriebswirtschaftliche und organisatorische Sonderaufgaben sowie direkter Berichtsbefugnis an den Generaldirektor bei Klöckner Humboldt Deutz AG in Köln tätig.
1966 begann Frankenberger seine Tätigkeit als Dozent und Baurat am Balthasar-Neumann-Polytechnikum des Bezirks Unterfranken in Schweinfurt, welches ab 1971 in die neu gegründete „Fachhochschule Würzburg-Schweinfurt“ überging. Am Standort Schweinfurt erfolgte nunmehr die Ausbildung mit den Fachrichtungen Elektrotechnik, Maschinenbau und Wirtschaftsingenieurwesen. Frankenberger, zunächst Fachbereichsleiter des Allgemeinwissenschaftlichen Fachbereichs, wurde mit dem weiteren Auf- und Ausbau des Diplom-Studienganges Wirtschaftsingenieurwesen betraut. 1978 wurde er zum Professor ernannt.
Über mehrere Jahrzehnte hinweg leitete Frankenberger den Studiengang Wirtschaftsingenieurwesen in Schweinfurt. Zudem wurde er in verschiedene Berufungsausschüsse zur Auswahl von potentiellen Professoren an anderen bayerischen Fachhochschulen gebeten.
Neben der Tätigkeit als Studienberater wirkte Frankenberger von 1975 an über ein Jahrzehnt als Vorsitzender der Bundesarbeitsgemeinschaft Wirtschaftsingenieurwesen an Fachhochschulen, ab 1978 zusätzlich als Vorsitzender der Bayerischen Kommission für die Wirtschaftsingenieurausbildung (BayKoWi) und war von 1979 bis 1981 Vorsitzender der Bayerischen Fachrichtungskommission für die Wirtschaftsingenieurausbildung. Als Ehrenphilister der Studentenverbindung Grenzmark und Alter Herr der Franko Warnia fühlte er sich zeitlebens den Studierenden sehr verbunden.
1995 wurde Dieter Frankenberger emeritiert.
Er war verheiratet mit der Chemotechnikerin Rosemarie Frankenberger, geb. Lotz und hatte zwei Kinder, Bernd Frankenberger und Jutta Gröschel.

## Wirken
Dieter Frankenberger gehörte in Deutschland zu den Wegbereitern des Studienganges Wirtschaftsingenieurwesen, bis zum Fall der Mauer 1989 zuerst im Westen, danach auch in den Neuen Bundesländern Deutschlands. Über mehrere Jahre hinweg und wiederholt war er Bundesvorsitzender des Arbeitskreises Wirtschaftsingenieurwesen. Mit seinen Veröffentlichungen „Gieseking-Studienführer für den Fachhochschulbereich“ (1979) und „Diplom-Wirtschaftsingenieur/Diplom-Wirtschaftsingenieurin“ (1990) analysierte er nicht nur den Studiengang Wirtschaftsingenieurwesen, sondern zeigte auch die vielfältigsten Perspektiven in der beruflichen Anwendung auf.
Neben der theoretischen Ausbildung seiner Studenten war ihm die Darstellung des praktischen Bezugs zur späteren Tätigkeit als Wirtschaftsingenieur ein großes Anliegen.
Um das breite berufliche Spektrum und die Verwendungsvielfalt als Wirtschaftsingenieur zu demonstrieren, organisierte Dieter Frankenberger eine Vielzahl von Tagesbesuchen in überregionalen Industriebetrieben der verschiedensten Branchen und Richtungen.
Die internationale Bedeutung des Studienganges und seine globale Verknüpfung bewies Frankenberger, indem er unter anderem auch mehrtägige Besuchsreisen in die bedeutenden Industrien in den Regionen der Partnerstädte Schweinfurts, nach Motherwell (Schottland), Seinajöki (Finnland) und Chateaudun (Frankreich) ermöglichte und über ein Jahrzehnt Studentenaustauschprogramme mit der Preston Polytechnic (Großbritannien) förderte.
Frankenberger baute für seinen Fachbereich an der FH Würzburg–Schweinfurt vorbildhaft ein Netzwerk mit der Industrie und Wirtschaft auf. Dieses dient noch heute dazu, den Technologie- und Wissenstransfer der Fachhochschule Würzburg-Schweinfurt in Kooperation mit der Wirtschaft oder anderen Nicht-Hochschul-Organisationen voranzubringen.

## Werke
- Mit Manfred Hufnagel: Gieseking-Studienführer für den Fachhochschulbereich Wirtschaftsingenieurwesen. Bielefeld / Köln 1979, ISBN 3-88108-055-4.
- Diplom-Wirtschaftsingenieur/Diplom-Wirtschaftsingenieurin (Fachhochschule). (= Blätter zur Berufskunde. Bd. 9/2). Bertelsmann-Verlag, 1990.

| Personendaten    | Personendaten                                      |
| ---------------- | -------------------------------------------------- |
| NAME             | Frankenberger, Dieter                              |
| KURZBESCHREIBUNG | deutscher Wirtschaftsingenieur und Hochschullehrer |
| GEBURTSDATUM     | 6. Februar 1933                                    |
| GEBURTSORT       | Schweinfurt                                        |
| STERBEDATUM      | 3. Juli 1997                                       |
| STERBEORT        | Bad Kissingen                                      |